# Nesomyrmex striatus
Nesomyrmex striatus  (лат.) — вид мелких муравьёв рода Nesomyrmex (Formicidae) из подсемейства Myrmicinae. Название дано по признаку грубой продольной морщинистой скульптуры поверхности тела.

## Распространение
Мадагаскар.

## Описание
Мелкие муравьи (длина около 3 мм) чёрного цвета, похожие на представителей рода Leptothorax, обитающие в тропических лесах на высотах от 900 до 1125 м. Отличаются от близких видов чёрной окраской тела, грубой продольной морщинистой скульптуры поверхности головы и груди (стебелёк и брюшко гладкие), выступающими глазами, угловатыми плечевыми краями пронотума, длинным скапусом усика.  
Усики 12-члениковые с булавой из 3 сегментов. Жвалы с 5 зубцами. Проподеум угловатый с двумя шипиками. Стебелёк между грудкой и брюшком состоит из двух члеников: петиолюса и постпетиолюса (последний четко отделен от брюшка), жало развито.
Вид был впервые описан в 2016 году американскими энтомологами Шандором Чёзем (Sándor Csősz) и Брайеном Фишером (Brian L. Fisher; Entomology, California Academy of Sciences, Сан-Франциско, Калифорния, США) по материалам из Мадагаскара. Включён в видовую группу Nesomyrmex sikorai, для которой характерно отсутствие шипиков на узелке петиоля, наличие шипиков на заднегрудке и метанотальная бороздка.